# Società Napoletana di Storia Patria

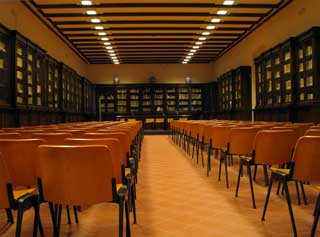
Sala delle Assemblee della SNSP

La Società Napoletana di Storia Patria (SNSP) è una società storica privata che promuove gli studi di storia e storiografia del Mezzogiorno, cura edizioni di fonti e di studi specializzati.

## Storia
La Società nasce nel 1875. Il primo consiglio si tenne, il 5 gennaio del 1876, nel gabinetto del sindaco Antonio Winspeare per eleggere il Consiglio direttivo, che fu costituito da Scipione Volpicella (presidente), Bartolommeo Capasso (vicepresidente), Vincenzo Volpicelli (tesoriere), Giuseppe de Blasiis (segretario), Roberto Barracco, Giustino Fortunato, Giuseppe Carignani, Giulio Minervini, Camillo Minieri Riccio, Luigi Riccio.

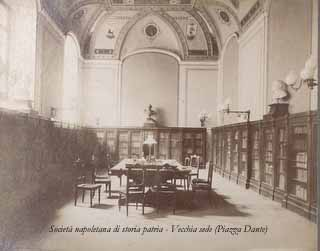
Vecchia sede a Piazza Dante della SNSP

## Finalità
Scopo della Società è la pubblicazione di documenti inediti di storia napoletana e di studi storici dell'Italia meridionale. L'istituzione si proponeva in origine di pubblicare i Monumenti di storia patria delle provincie napoletane e l'Archivio storico per le provincie napoletane.

## Biblioteca
Il suo patrimonio è composto in prevalenza da materiale di interesse meridionalistico: circa 350.000 tra volumi a stampa, periodici e opuscoli, manoscritti, pergamene, stampe e disegni. La biblioteca conserva uno dei primi libri a stampa italiana, un esemplare dell'"editio princeps" italiana del De civitate Dei di Sant'Agostino realizzato nel 1467 a Subiaco da due chierici tedeschi: Sweynheym e Arnold Pannartz., Nel Fondo Percopo della biblioteca, viene conservato il terzo manoscritto dell'Epistolario di Ceccarella Minutolo.
Dal 1997 al 2014 ha avuto in custodia il materiale dell'Archivio storico di Eduardo De Filippo, che documenta l'attività di Eduardo presso il Teatro San Ferdinando, ora depositato presso la Biblioteca nazionale di Napoli.

### Sede

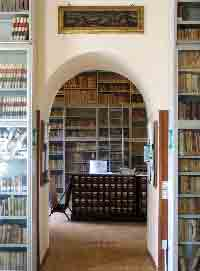
Scorcio della Sala Cataloghi della SNSP

La Biblioteca, dopo essere stata per molto tempo ubicata a piazza Dante, è ora collocata nel Castelnuovo (Maschio Angioino), nel centro storico di Napoli. La sala di lettura è al II piano, gli uffici e la sala delle assemblee sono al III piano.
La struttura è aperta la pubblico, ma, essendo una biblioteca privata, l'accesso è regolato da norme fissate dallo Statuto e prescritte nel regolamento.

## Direzione
La Società diretta da un Consiglio formato da un presidente, un vicepresidente, un tesoriere, sette consiglieri, due sindaci, eletti ogni tre anni dall'assemblea dei soci. Il Sindaco di Napoli è presidente di diritto delle assemblee dei soci.
Dal 1980 la Società è stata presieduta da Giuseppe Galasso. Dal 4 maggio 2010 ne è presidente Renata De Lorenzo.